# Barry (Texas)

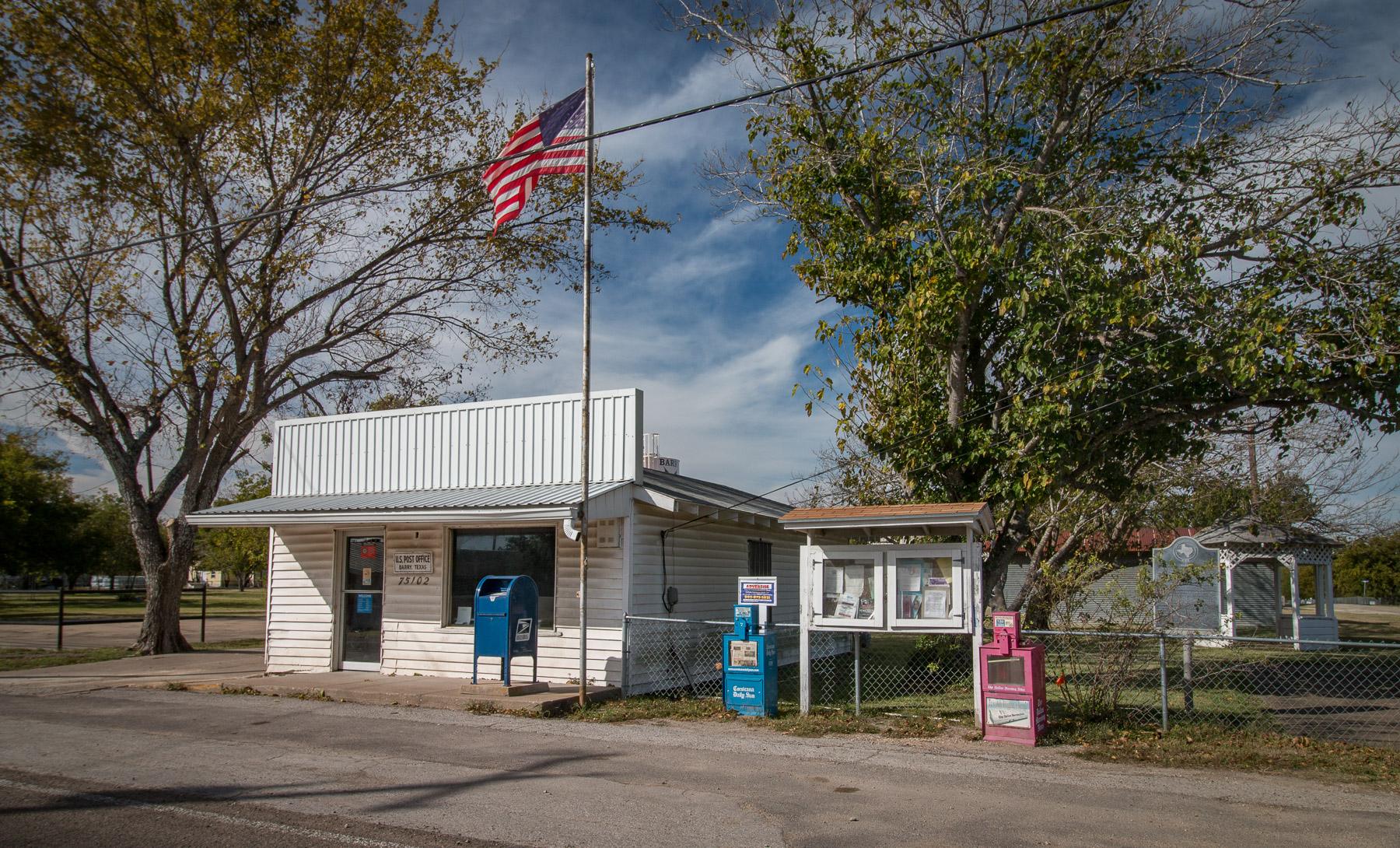
Bureau de poste à Barry, Texas

Pour les articles homonymes, voir Barry.
Barry est une municipalité américaine du comté de Navarro, au Texas. Au recensement de 2010, Barry comptait 242 habitants.